# Robeisy Ramírez
Robeisy Ramírez, född 20 december 1993 i Cienfuegos, Kuba, är en kubansk boxare som tog OS-guld i flugviktsboxning 2012 i London. Vid olympiska sommarspelen 2016 i Rio de Janeiro tog han en guldmedalj i bantamvikt.